# متسلل
طائرة دخيلة أو متسللة أو متطفلة عبارة عن طائرة عسكرية مكلفة باختراق المجال الجوي للعدو لتعطيل العمليات. عادة ما تكون هذه الطائرات العسكرية مقاتلات أو طائرات هجوم أرضي أو قاذفات قنابل خفيفة.
يعود مفهوم المتسلل إلى الحرب العالمية الثانية، حيث جهزت أول مقاتلة ليلية بالرادار وعملت في جميع الأحوال الجوية وتمكنت من الاستفادة من الغطاء الذي توفره ظروف الليل والظروف الجوية.
تقوم الطائرات الدخيلة بمهاجمة مقاتلات العدو والمطارات والرادارات والبنى التحتية الأخرى؛ وشن هجمات تحويلية؛ ومرافقة قاذفات القنابل. تقوم الطائرات الدخيلة في كثير من الأحيان بتجمع في محيط القواعد الجوية للعدو لمهاجمة طائرات العدو عند الإقلاع أو الهبوط.
تم استخدام هذه التقنية لأول مرة في الحرب العالمية الثانية. ابتداءً من يوليو 1940، ستندمج أعداد صغيرة من القاذفات السريعة الألمانية في مسارات قاذفات سلاح الجو الملكي العائدة من مهام ليلية على أوروبا. بمجرد تجاوز رادارات السلسلة الرئيسية (وهي محطات رادارات للإنذار المبكر بناها سلاح الجو الملكي البريطاني)، حيث بدا ان هذه المقاتلات الألمانية عبارة عن قاذفات بريطانية عائدة من مهام ليلية على أوروبا، وتمكنت من مهاجمة القواعد الجوية لسلاح الجو الملكي البريطاني. غالبًا ما يتم إسقاط قنابل خفيفة، وأحيانًا قنابل الفراشة، ثم ضرب الطائرات. لم تكن العمليات الأولى ناجحة جدًا، ولكن بحلول عام 1941، قيل أنه تم تدمير 125 طائرة. ومع ذلك، كانت هذه الطلعات محفوفة بالمخاطر. خلال هذه الفترة نفسها فقدت 55 من الطائرات الدخيلة.
في النهاية، تبنى سلاح الجو الملكي البريطاني نفس الإستراتيجية الألمانية، مستخدمين هوكر هوريكان إم كيه 2سي كطائرة دخيلة بشكل مؤقت في مختلف مسارح الحرب. كانت دوغلاس هافوك 1 من أوائل الطائرات التي تم تعديلها كطائرة متطفلة متخصصة. من أواخر عام 1943، قامت المقاتلة متعددة المهام بروتستانت بوفيترز وقاذفة القنابل ودو هافيلاند موسكيتو بدوريات في أوروبا المحتلة، مستخدمين أجهزة الكشف عن رادار سيرات لتعقب المقاتلات الألمانية في الليل.
في حقبة ما بعد الحرب، سقط المصطلح من الاستخدام.